# Gollania tereticaulis
Gollania tereticaulis är en bladmossart som beskrevs av Brotherus 1924. Gollania tereticaulis ingår i släktet Gollania och familjen Hypnaceae. Inga underarter finns listade i Catalogue of Life.